# Final da Copa São Paulo de Futebol Júnior de 2019
A final da Copa São Paulo de Futebol Júnior de 2019 foi uma partida de futebol realizada em 25 de janeiro de 2019 no Estádio do Pacaembu, na cidade de São Paulo, Brasil. Ela foi disputada entre o São Paulo e o Vasco da Gama para decidirem o vencedor da Copa São Paulo de Futebol Júnior de 2019, com os paulistanos saindo-se vitoriosos. Esta foi a segunda decisão protagonizada por ambas as equipes; na primeira ocasião, em 1992, o Vasco da Gama conquistou o título ao vencer a disputa de pênaltis. O São Paulo havia chegado a onze decisões do torneio, sendo campeão em 1993, 2000 e 2010. Já o Vasco da Gama, além da conquista de 1992, foi derrotado pelo Corinthians na decisão de 1999.
Ambas as equipes foram convidadas pela entidade organizadora do torneio, a Federação Paulista de Futebol. Na primeira fase, o São Paulo foi sorteado para o grupo sete, sediado em Araraquara, enquanto o Vasco da Gama integrou o grupo 27, em Taubaté. Ambas as equipes conquistaram duas vitórias e um empate: os cariocas terminaram como líder do seu grupo com três pontos de vantagem sobre o segundo colocado, o Tubarão. A equipe paulista, por sua vez, encerrou a primeira fase como segunda colocada, perdendo para a Ferroviária nos critérios de desempate. Nas fases eliminatórias subsequentes, o São Paulo enfrentou e eliminou o Rio Claro, a Ferroviária, o Mirassol, o Cruzeiro e o Guarani, já o Vasco passou pelas equipes de Juventude, Manthiqueira, Coritiba, Volta Redonda e Corinthians.
Apesar da neutralidade de favoritismo, o primeiro tempo da partida final foi completamente dominado pelo São Paulo, mas com poucas chances claras de gol. Os principais lances de ataque foram protagonizados por Gabriel Novaes, que abriu o placar aos 39 minutos após um cruzamento. No segundo tempo, Antony ampliou o placar, entretanto, o Vasco da Gama empatou com Lucas Santos e Tiago Reis. Com a igualdade no tempo regulamentar, a partida final foi disputada nos pênaltis, com triunfo do São Paulo.
Após a conquista, os jogadores do São Paulo relembraram da derrota sofrida na decisão da edição anterior e enalteceram a importância da competição. O treinador do clube paulistano considerou a Copa São Paulo "um clamor maior" mesmo com as das demais conquistas do clube nos últimos anos. Pelo lado do Vasco da Gama, o clube foi elogiado mesmo com o vice campeonato: o ex-jogador Edmundo elogiou os atletas e disse que estava encantado com o time.

## Antecedentes
Antes da Copa São Paulo de Futebol Júnior de 2019, o São Paulo havia participado de dez decisões do torneio: 1981, 1992, 1993, 1994, 2000, 2001, 2004, 2007, 2010 e 2018. Na campanha de 1981, a equipe paulistana se classificou em segundo lugar do grupo e eliminou Bahia e Santos nas fases subsequentes, mas foi derrotada na decisão pela Ponte Preta. Em 1992, ambos os clubes se enfrentaram pela primeira vez na final. O embate foi decidido na disputa por pênaltis, vencida pelos cariocas que conquistaram o primeiro e único título do clube na competição, porém a edição foi marcada pela violência ocorrida na semifinal entre São Paulo e Corinthians que resultou na morte de Rodrigo, um torcedor de treze anos. No ano seguinte, após se classificar em duas fases de grupos, o São Paulo eliminou o Vitória na semifinal e conquistou seu primeiro título vencendo o Corinthians. Na edição de 1994, a equipe foi derrotada nos pênaltis pelo Guarani e ficou novamente com o vice campeonato. O Vasco da Gama, por sua vez, chegou na decisão de 1999, quando saiu derrotado pelo Corinthians.
O São Paulo se manteve presente em sete decisões do torneio no século XX. Na primeira, em 2000, o clube superou todos os seus adversário e foi campeão com 100% de aproveitamento, derrotando o Juventus. No entanto, os paulistanos foram derrotados por Roma Barueri, Corinthians e Cruzeiro nas finais de 2001, 2004 e 2007. Em 2010, o terceiro título ao derrotar o Santos nos pênaltis. Em sua campanha, a equipe superou a primeira fase com três vitórias e eliminou Vitória, Guarani, Cruzeiro e Juventude. Oito anos depois, repetiu o mesmo feito na primeira fase e eliminou Chapecoense, Botafogo-SP, Cruzeiro, Vitória e Internacional antes de ser derrotado pelo Flamengo.

## Caminho até à final

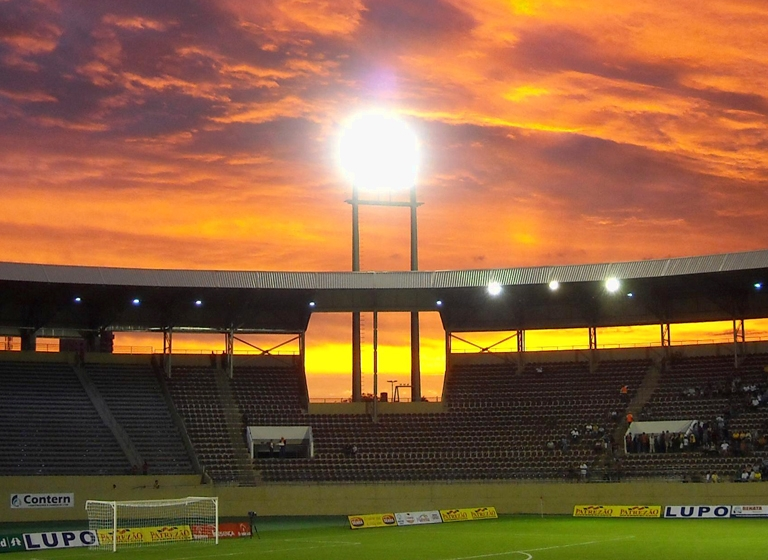
Estádio da Fonte Luminosa, local que sediou os jogos do São Paulo até à semifinal

O São Paulo estreou na competição no dia 3 de janeiro. Na primeira fase, a equipe paulistana integrou o grupo sediado em Araraquara e debutou goleando o Holanda do Amazonas (7 a 2) com destaque para Gabriel Sara, que marcou três gols. Contudo, o jogador se lesionou na partida seguinte, quando seu clube venceu o Serra do Espírito Santo (3 a 0) e garantiu a classificação para a segunda fase. No entanto, após empatar com a anfitriã Ferroviária (2 a 2), encerrou a fase classificatória na segunda colocação de seu grupo por causa do saldo de gol. Apesar de não liderar seu grupo, o São Paulo, por decisão da Federação Paulista de Futebol, manteve-se na cidade de Araraquara, causando descontentamento da Ferroviária que publicou uma nota crítica contra a entidade. Nas fases seguintes, o clube eliminou o Rio Claro (3 a 0), a Ferroviária (2 a 0) e o Mirassol (3 a 0), e triunfou nas penalidades contra o Cruzeiro. Por fim, o clube paulistano eliminou o Guarani nas semifinais e alcançou sua segunda decisão consecutiva.
O Vasco da Gama, por sua vez, debutou na competição contra o Carajás no dia 4 de janeiro, a equipe carioca conseguiu uma tranquila vitória mesmo com o gol do adversário no início da partida. Apesar do empate sem gols diante do Tubarão na segunda rodada, a equipe se classificou com uma vitória simples sobre o Taubaté, encerrando a primeira fase como líder do grupo de número 27. Permanecendo na cidade de Taubaté, o Vasco da Gama goleou o Juventude, eliminando o clube gaúcho. Em seguida, goleou a Manthiqueira e o Coritiba em Guaratinguetá e São Paulo, respectivamente. Nas últimas duas fases antes da decisão, o Vasco da Gama empatou com seus adversários no tempo regulamentar, garantindo as classificações vencendo nas penalidades: no primeiro embate, nas quartas de final, o goleiro Alexander defendeu três cobranças do Volta Redonda, enquanto o Corinthians desperdiçou duas cobranças na semifinal.
| Pos | Equipes     | Pts | J | V | E | D | GP | GC | SG  |
| --- | ----------- | --- | - | - | - | - | -- | -- | --- |
| 1.ª | Ferroviária | 7   | 3 | 2 | 1 | 0 | 11 | 2  | +9  |
| 2.ª | São Paulo   | 7   | 3 | 2 | 1 | 0 | 12 | 4  | +8  |
| 3.ª | Serra       | 3   | 3 | 1 | 0 | 2 | 3  | 6  | –3  |
| 4.ª | Holanda     | 0   | 3 | 0 | 0 | 3 | 2  | 16 | –14 |

| Pos | Equipes       | Pts | J | V | E | D | GP | GC | SG |
| --- | ------------- | --- | - | - | - | - | -- | -- | -- |
| 1.ª | Vasco da Gama | 7   | 3 | 2 | 1 | 0 | 5  | 1  | +4 |
| 2.ª | Tubarão       | 4   | 3 | 1 | 1 | 1 | 6  | 2  | +4 |
| 3.ª | Taubaté       | 4   | 3 | 1 | 1 | 1 | 3  | 3  | 0  |
| 4.ª | Carajás       | 1   | 3 | 0 | 1 | 2 | 2  | 10 | –8 |

## Partida
A final da Copa São Paulo de Futebol Júnior entre São Paulo e Vasco da Gama foi realizada às 15h30min de sexta-feira, 25 de janeiro de 2019, no Estádio do Pacaembu em São Paulo. O público presente foi de 37.315 pessoas, das quais a maior parte eram torcedores são-paulinos. Na tribuna estavam o técnico da equipe profissional André Jardine e o volante Igor Liziero, além desses, o prefeito da cidade de São Paulo, Bruno Covas e o presidente da Federação Paulista, Reinaldo Bastos, participaram da premiação. O árbitro da partida foi Douglas Marques das Flores, que teve Tatiane Sacilotti dos Santos Camargo e Fabrini Bevilaqua Costa como auxiliares, João Vitor Gobi como quarto árbitro e Amanda Pinto Matias como assistente adicional. O trio de mulheres integrantes na arbitragem foi considerado inédito. São Paulo entrou em campo com o mesmo time que tinha enfrentado o Guarani na semifinal, com exceção para o retorno de Gabriel Novaes que havia cumprido suspensão, enquanto o Vasco da Gama não tinha a disposição o zagueiro Miranda, que estava suspenso pelo número de cartões amarelos recebidos. Antes do inicio da partida, quase todos os jogadores do São Paulo rasparam a cabeça em homenagem à torcedora Larissa Martins, de seis anos, que sofre de um câncer de cérebro.

### Primeiro tempo
A partida começou com o Vasco da Gama recuando para a defesa e o São Paulo tentando impor pressão, porém sem conseguir chances claras de gol. Sem encontrar alternativas para sair do próprio campo, a equipe carioca  não conseguia ter a posse de bola e perdeu o controle do jogo. O São Paulo, por sua vez, concentrava seus esforços ofensivos pelas laterais do campo, principalmente na esquerda com Fabinho, mas os cruzamentos eram interrompidos pela defesa vascaína. A primeira chance clara de gol veio aos dezesseis minutos, quando Gabriel Novaes recebeu o passe de Paulinho e adentrou na área adversária driblando dois marcadores. A finalização do atacante, no entanto, passou por cima do gol. O Vasco da Gama não conseguia responder, a defesa são-paulina neutralizou os meio-campistas de transição, dificultando a organização ofensiva da equipe carioca.
Aos 22 minutos, Rodrigo Nestor tentou o arremate de longa distância, mas a trajetória foi desviada e o goleiro Alexander praticou a defesa. Poucos minutos depois, Antony cruzou para Gabriel Novaes: o goleiro novamente interferiu, desta vez antes da ação do atacante. O São Paulo manteve a pressão, marcando no campo de defesa do adversário e, aos 39 minutos, Gabriel Novaes marcou o primeiro tento da decisão: na ocasião, o atacante recebeu um ótimo cruzamento de Antony e cabeceou tirando do alcance de Alexander. No entanto, o gol foi contestado por parte dos comentaristas de arbitragem. Paulo César de Oliveira, da TV Globo, demonstrou que houve uma falta na origem da jogada, tornando o gol do São Paulo irregular.

### Segundo tempo
Nenhum dos times fizeram alterações durante o intervalo. Neste ínterim, a chuva intensificou: aos dois minutos, o forte vento tirou a bola de sua posição durante um escanteio para o São Paulo. A equipe paulistana continuou no ataque e Antony conseguiu, aos sete minutos, ampliar o placar - após receber o passe de Rodrigo Nestor, o são-paulino driblou o zagueiro e finalizou com força entre as pernas de Alexander. O Vasco da Gama enfim respondeu e criou três chances reais de gol: a primeira com Linnick, que dominou dentro da área e finalizou rasteiramente, mas o goleiro Thiago Couto defendeu. Aos 11 minutos, após um cruzamento, Caio Lopes desviou na entrada da pequena área, mas não conseguiu superar Thiago Couto que novamente interferiu. Três minutos depois, Tiago Rodrigues dos Reis saiu de frente com o goleiro e chutou para fora. Apesar das oportunidades ofensivas, o Vasco da Gama sofria perigosos contra-ataques. Durante esse período, o jogador Coutinho do Vasco da Gama recebeu o cartão amarelo por impedir um ataque promissor.
Por volta dos vinte minutos, os técnicos começaram a realizar substituições. No Vasco da Gama, os jogadores Bruno Gomes, Coutinho, João Pedro e Linnick saíram e, em seus lugares, entraram Alexandre Melo, Laranjeira, Talles e Riquelme. No São Paulo, por sua vez, ingressaram Marcos Junior, Vitinho e Weverson para as saídas de Fabinho, Paulinho e Rodrigo Nestor. Aos trinta minutos, Lucas Santos da Silva cobrou uma falta com precisão, a bola tocou no travessão antes de entrar no gol - segundo o comentarista da ESPN Brasil, a falta não existiu. Poucos minutos depois, Antony, Gabriel Novaes e Wellington foram substituídos por Ed Carlos, Lucas Fasson e Sena, no entanto, as substituições não surtiram o efeito desejável e diminuíram a capacidade ofensiva do São Paulo. O Vasco da Gama manteve-se no ataque e chegou ao empate com Tiago Reis, que arrematou sem marcação. Após isso, a equipe carioca continuou superior, mas não conseguiu criar chances para virar o placar.

### Penalidades
Conforme o regulamento, persistindo a igualdade no tempo regulamentar, o título do campeonato foi decido nas penalidades. O São Paulo converteu suas três primeiras cobranças: Ed Carlos e Tuta deslocaram o goleiro Alexander, enquanto Morato finalizou com força e no alto, todas foram cobradas no canto esquerdo do goleiro. Por outro lado, Marcos Junior chutou para fora. O Vasco da Gama, por sua vez, começou convertendo com Lucas Santos; contudo, Thiago Couto defendeu as cobranças de Tiago Reis e Riquelme, enquanto Gabriel Norões acertou o travessão.

### Detalhes
| 25 de janeiro    | São Paulo                       | 2 – 2                        | Vasco da Gama                     | Estádio do Pacaembu, São Paulo                                              |
| 15h30min (UTC−2) | Gabriel Novaes 39' · Antony 52' | Relatório Boletim Financeiro | Lucas Santos 75' · Tiago Reis 84' | Público: 37 315 Renda: R$ 874.745,00 Árbitro: SP Douglas Marques das Flores |

|                                     |       | Penalidades                                     |  |
| Ed Carlos Morato Tuta Marcos Junior | 3 – 1 | Lucas Santos João Pedro Gabriel Norões Riquelme |  |

| São Paulo | Vasco |

| G               | 1  | Thiago Couto   |     |     |
| LD              | 2  | Caio           |     |     |
| Z               | 3  | Tuta           |     |     |
| Z               | 5  | Morato         |     |     |
| LE              | 6  | Welington      | 56' | 76' |
| V               | 8  | Rodrigo Nestor |     | 69' |
| V               | 4  | Diego          | 74' |     |
| M               | 20 | Paulinho       |     | 64' |
| A               | 7  | Antony         |     | 76' |
| A               | 9  | Gabriel Novaes |     | 76' |
| A               | 11 | Fabinho        |     | 69' |
| Suplentes:      |    |                |     |     |
| G               | 30 | Arthur Gazze   |     |     |
| LD              | 14 | Lucas Sena     |     | 76' |
| Z               | 23 | Lucas Fasson   |     | 76' |
| LE              | 13 | Weverton       |     | 69' |
| V               | 16 | Marcos Júnior  |     | 64' |
| M               | 25 | Ed Carlos      |     | 76' |
| A               | 19 | Vitinho        |     | 69' |
| Treinador:      |    |                |     |     |
| Orlando Ribeiro |    |                |     |     |

| G                | 1  | Alexander       |     |     |
| LD               | 2  | Tenório         |     |     |
| Z                | 3  | Ulisses         | 87' |     |
| Z                | 21 | Gabriel Norões  |     |     |
| LE               | 6  | Coutinho        | 54' | 59' |
| V                | 15 | Bruno Gomes     |     | 59' |
| V                | 5  | Caio Lopes      |     |     |
| M                | 8  | Linnick         |     | 67' |
| A                | 9  | João Pedro      |     | 67' |
| A                | 10 | Tiago Reis      |     |     |
| A                | 11 | Lucas Santos    |     |     |
| Suplentes:       |    |                 |     |     |
| G                | 12 | Lucão           |     |     |
| Z                | 14 | Nathan          |     |     |
| LE               | 16 | Riquelme        |     | 59' |
| V                | 7  | Alexandre       |     | 67' |
| M                | 18 | João Laranjeira |     | 59' |
| A                | 20 | Talles Magno    |     | 67' |
| A                | 17 | Vinícius        |     |     |
| Treinador:       |    |                 |     |     |
| Marcos Valadares |    |                 |     |     |

| Árbitros assistentes Tatiane Sacilotti dos Santos Camargo Fabrini Bevilaqua Costa Árbitros assistente adicional Amanda Pinto Matias Quarto Árbitro João Vitor Gobi | Regras da partida - 90 minutos de tempo regulamentar - Disputa por pênaltis, se empate persistir - Máximo de 6 substituições por equipe em 3 intervalos |

## Pós-jogo
Até esta vitória, as equipes de bases do São Paulo já haviam conquistado 68 títulos desde 2005, quando inaugurou-se o Centro de Formação de Cotia. No ano anterior, o time de juniores ergueu as taças da Copa do Brasil e da Supercopa do Brasil, além dos vices da Copa São Paulo e da Copa Rio Grande do Sul. Essas boas campanhas credenciaram o time como um dos favoritos para o título da quinquagésima edição da Copa São Paulo.
Antony foi eleito o melhor jogador da partida, recebendo o prêmio Rippi. Ele também ganhou diversos elogios da mídia devido suas grandes performances ofensivas, sendo considerado o melhor jogador do torneio pelo jornal Lance!. Poucos dias depois, o São Paulo anunciou a saída de dois jogadores: Gabriel Novaes, que terminou a competição como artilheiro isolado, foi emprestado para o Barcelona, enquanto o Eintracht Frankfurt adquiriu 70% dos direitos do zagueiro Tuta. Pelo lado do Vasco da Gama, o jogador Lucas Santos foi eleito o "craque da galera".
Por parte dos jogadores do São Paulo, o título foi comemorado com uma sensação especial de "volta por cima" devido a muitos atletas terem participado da final da edição anterior, quando foram derrotados pelo Flamengo. Antony foi um dos jogadores que relembraram a derrota sofrida no ano anterior: "Não conseguimos vencer no ano passado, infelizmente. Mas esse ano deu tudo certo desde o primeiro jogo. Estou muito feliz com essa conquista, foi muito especial". O técnico Orlando Ribeiro descreveu a sensação do título como "impressionante" e atribuiu à mentalidade do grupo um caráter facilitador para as conquistas, também considerando a Copa São Paulo "um clamor maior" apesar das demais conquistas do clube nos últimos anos." No entanto, o treinador são-paulino ressaltou algumas deficiências do elenco, principalmente o alto número de jogadores jovens para a categoria:
O que atrapalhou realmente foi a condição do grupo, um grupo muito novo. O São Paulo presa pela técnica e pela inteligência. O campo ficou pesado, já não era mais um jogo para o Rodrigo Nestor, o Paulinho, que tem 17 para 18 anos. Eles começaram a sentir o peso. As substituições do Vasco também surtiram efeito. Essa somatória toda fez com que tivéssemos um pouco de dificuldade no segundo tempo— Orlando Ribeiro, técnico do São Paulo
Pelo lado do Vasco da Gama, a derrota foi recebida com gracejos pelos rivais nas redes sociais. Os principais tópicos levantados nas provocações foram a fama do clube em ser vice-campeão e o recente corte no fornecimento de água por falta de pagamento. Também nas redes sociais, torcedores proferiram ofensas ao zagueiro Gabriel Norões. Em nota, o próprio Vasco da Gama reiterou o orgulho pela campanha, "repudiou" a atitude dos torcedores e solidarizou-se com o atleta. No entanto, o elenco terminou o campeonato elogiado: Lucas Santos fez questão de parabenizar o São Paulo e enaltecer o trabalho de seus companheiros, enquanto o ex-jogador e atual comentarista Edmundo elogiou os atletas, dizendo que estava encantado com o time.